# Moszkosz Szent János
Moszkosz Szent János, görögösen Ióannész Moszkhosz (ógörögül: Ιωάννης Μόσχος, latinul: Iohannes Moschus), (Damaszkusz, 540/550 körül – Róma, 619) kora középkori görög egyházi író.
Vándorszerzetes volt, akinek Leimón (magy. Rét, ismertebb latin címén Pratum spirituale) című írása rendkívül rövid idő alatt elterjedt. A cím jelképesː mint a tavaszi rétről különféle virágokat, úgy gyűjtötte csokorba János a korabeli szent emberek más-más erényét. A „virágok” – mintegy 350 hosszabb-rövidebb fejezet – igen változatosakː némelyik nem több, mint egy híres szerzetes (gör. abba) velős mondása, de sok a különböző személyekhez (szerzetesek, püspökök stb.) kapcsolt történet hősies aszkézisekről, látomásokról, csodákról. Vannak névtelen személyekről szóló elbeszélések, itt általában a foglalkozást (halász, kereskedő, hajós, és más egyszerű emberek) említi a szerző. Ez az utóbbi típus egyáltalán nem illik a hagiográfiai irodalomba, és arról árulkodikː János célja nem pusztán a szentek tiszteletének előmozdítása, hanem a lelki épülést szolgáló bármilyen történet összegyűjtése.
A történeteket – úgy tűnik – saját maga gyűjtötte utazásai során; gyakran megemlíti, hogy hol és kitől hallotta az adott esetet, néhol pedig egyenesen a szereplővel való személyes találkozásról szól. Előadásmódja népies-naiv.